# Hussein Mahmood Jeeb Tehar Gass
Hussein Mahmood Jeeb Tehar Gass — альбом Muslimgauze выпущенный 15 января 1999 года американским лейблом Soleilmoon Recordings, на следующий день после смерти музыканта. Неофициально был издан также на российском лейбле ArsNova в 2002 году.

## Об альбоме
В Hussein Mahmood Jeeb Tehar Gass вошло 9 композиций. Фотография для обложки была сделана художником из Нью-Йорка Ширином Несхатом. На протяжении почти всего альбома идёт непрерывающаяся перкуссия. Были использованы семплы, записанные с арабского радио. Последние два трека Uzi Mahmood 7 и Uzi Mahmood 12 ранее издавались Soleilmoon Recordings на виниле (12") летом 1998 ограниченным тиражом.

## Список композиций
1. Bilechik Mule (5.37)
2. Hussein Mahmood Jeeb Tehar Gass (6.55)
3. Nazareth Arab (6.34)
4. Sarin Odour (6.46)
5. Turkish Purdah (7.54)
6. Minarets Of America (0.56)
7. Istanbul (9.27)
8. Uzi Mahmood 7 (4.23)
9. Uzi Mahmood 12 (9.34)